# Carlos Gabriel Salazar
Carlos Gabriel Salazar (* 5. September 1964 in Presidencia Roque Sáenz Peña, Argentinien) ist ein ehemaliger argentinischer Boxer im Superfliegen- und Fliegengewicht.

## Profikarriere
Am 7. Oktober 1995 boxte er im Superfliegengewicht gegen Harold Grey um den Weltmeistertitel des Verbandes IBF und siegte durch geteilte Punktrichterentscheidung. Diesen Gürtel verteidigte er im darauffolgenden Jahr gegen Antonello Melis und verlor ihn im Rückkampf an Grey.
Am 13. Dezember 1996 errang Salazar im Fliegengewicht den Weltmeistertitel der WBO, als er Alberto Jiménez in Runde 10 durch T.K.o. besiegte. Diesen Titel verteidigte Salazar fünf Mal hintereinander und verlor ihn am 14. August 1998 an Ruben Sanchez Leon durch technischen K. o. in Runde 8. Nach dieser Niederlage beendete er seine Karriere.